# George Bryan Porter

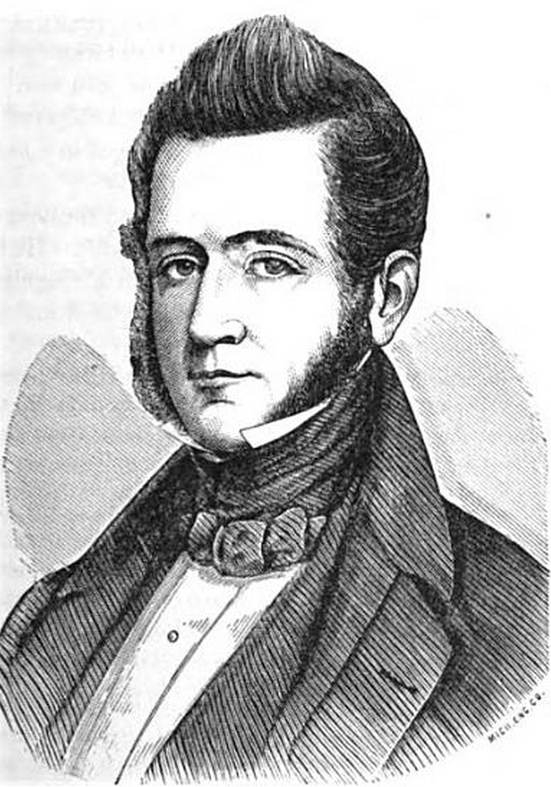

George Bryan Porter (* 9. Februar 1791 in Norristown, Pennsylvania; † 6. Juli 1834 in Detroit, Michigan-Territorium) war ein US-amerikanischer Politiker und von 1831 bis 1834 der 3. Gouverneur des Michigan-Territoriums.

## Familie
George Porter entstammte einer bekannten Politikerfamilie. Sein Bruder David Rittenhouse Porter war von 1839 bis 1845 Gouverneur von Pennsylvania. Sein anderer Bruder James Madison Porter war von 1843 bis 1844 Kriegsminister im Kabinett von US-Präsident John Tyler. Sein Neffe Horace Porter war zwischen 1897 und 1905 amerikanischer Botschafter in Frankreich.

## Berufliche und politische Laufbahn
Während des Britisch-Amerikanischen Krieges war Porter Major in der US-Armee. Nach dem Krieg absolvierte er die Law School in Litchfield. Nach seinem Examen und seiner Zulassung als Rechtsanwalt begann er in Lancaster in seinem neuen Beruf zu arbeiten.
1827 wurde der Demokrat Abgeordneter im Repräsentantenhaus von Pennsylvania. Im Jahr 1831 wurde Porter von seinem Parteifreund, dem damaligen US-Präsidenten Andrew Jackson, zum neuen Territorialgouverneur im Michigan-Territorium ernannt. Er trat damit die Nachfolge von Lewis Cass an. Offiziell war Porter bis zu seinem Tod im Juli 1834 Territorialgouverneur; da er aber öfters abwesend war, wurde er oft von seinem Staatssekretär Stevens Mason vertreten, der später der erste Gouverneur des Bundesstaates Michigan werden sollte.

## Lebensende
Im Sommer 1834 wurde Michigan von einer Cholera-Epidemie heimgesucht. Auch George Porter wurde angesteckt. Am 6. Juli erlag er der Seuche in Detroit. Er war mit Sarah Humes verheiratet. Das Paar hatte mindestens vier Kinder.